# Wyllys Andrews
E. Wyllys Andrews, IV (1916 - 1971) fue un arqueólogo y hombre de ciencia estadounidense, especializado en la cultura maya, que dirigió en la península de Yucatán durante más de tres décadas, desde antes de 1940, un programa de investigación de la Universidad de Tulane sobre la historia y arqueología de la civilización maya. Complementó sus estudios sobre la región con investigaciones sobre etnología, lingüística, ecología y zoología. Sus escritos se consideran toda una síntesis de la historia de los mayas, con el conocimiento que se tenía hasta su muerte, acaecida en la ciudad de Nueva Orleans en 1971, cuando contaba con 54 años de edad.

## Datos biográficos
Desde su infancia Andrews recolectó artefactos geológicos y paleontológicos y desarrolló su interés en l la cultura maya en su adolescencia.
A la edad de 15 años se inició en la arqueológía en Mesa Verde en una excavación arqueológica con Byron Cummings. 
En 1933 se inscribió en la Universidad de Chicago donde trabajó en el Museo Field en el tema de los jeroglíficos mayas y herpetología. Acompañó poco más tarde a Sylvanus G. Morley a Chichén Itzá, Yucatán. 
Se matriculó en la Universidad de Harvard en la que obtuvo su doctorado en 1942. A los 21 años, ya había publicado cinco artículos científicos, principalmente sobre los jeroglíficos mayas.
Durante la Segunda Guerra Mundial, Andrews sirvió en las fuerzas navales de los Estados Unidos y después de la guerra se incorporó a la Agencia Central de Inteligencia.
Después de esas experiencias sirviendo a su país, retornó a sus tareas arqueológicas en el Instituto de Investigaciones sobre Mesoamérica de la Universidad de Tulane. Los últimos 40 años de su vida los destinó al estudio de la civilización maya, dedicando esfuerzo particular a los yacimientos del norte de la península como en Dzibilchaltún sitio que ya había visitado antes de la guerra. Él fue quien afirmó por primera vez que este sitio arqueológico era un gran centro urbano maya y no un conjunto de yacimientos en una zona arqueológica extensa como se pensaba originalmente.
También participó activamente en la exploración de Komchén, ayudando a definir los vínculos históricos de este sitio con el de Dzibilchaltún. Así mismo, promovió y participó, con arqueólogos del Instituto Nacional de Antropología e Historia de México, en el descubrimiento de otro hallazgo importante en el norte de la península, en las grutas de Balankanché, cerca de Chichén Itzá. Otro caso similar fue el de Kulubá, cerca de Tizimín, en el sector nor-oriental del estado de Yucatán.
Sus trabajos lo llevaron a la zona de Campeche en donde exploró e hizo estudios en Río Bec, en Becan, en Mocú y en Xpuhil, contando en esta ocasión con el patrocinio de la National Geographic Society y también de la Universidad de Tulane.
Andrews se interesó y publicó estudios de malacología en la península de Yucatán.
Los dos hijos de su primer matrimonio (con la señora Ann Wheeler), son también eminentes arqueólogos: Anthony P. Andrews y E. Wyllys Andrews V.

## Obra
La bibliografía de Andrews compilada por Robert Wauchope y Joann Andrews, su tercera esposa, comprende 55 trabajos, en adición a los reportes de los sitios que exploró.
- The emegence of civilization in the Mayan Lowlands (1970)
- Preparó el capítulo de arqueología para el conocido Handbook of Middle American Indians (Manual de los indígenas mesoamericanos) (1965)
- (en inglés) Balankaché, Throne of the Tiger Priest